# Gas South Arena
Gas South Arena, tidigare Gwinnett Civic Center Arena, The Arena at Gwinnett Center och Infinite Energy Arena, är en inomhusarena i den amerikanska staden Duluth i delstaten Georgia. Den har en publikkapacitet på 13 000 åskådare men när sportarrangemang arrangeras så är publikkapaciteten reducerad till mellan 10 500 och 12 750 åskådare beroende på sport. Inomhusarenan började byggas den 26 juni 2001 och invigdes den 16 februari 2003. Gas South ägs av countyt Gwinnett County. Den används primärt som hemmaarena till ishockeylaget Atlanta Gladiators i ECHL.